# Президентские выборы в США (1948)
Президентские выборы в США 1948 года прошли 2 ноября 1948 ноября. Все прогнозы показывали, что президент Гарри Трумэн проиграет претенденту от Республиканской партии Томасу Дьюи. Однако, несмотря на это, Трумэн победил, преодолев раскол, произошедший в Демократической партии. Эта победа подтвердила статус Демократической партии как основной политической силы США того времени.
В девятый раз среди основных, то есть имеющих реальные шансы на победу, кандидатов в президенты США был претендент, проигрывавший ранее президентские выборы. Томас Дьюи стал восьмым таким человеком, поскольку до него еще был один кандидат, в общей сложности три раза потерпевший неудачу в борьбе за Белый дом. В 13-й раз кандидату-победителю не покорилась отметка в 50% голосов.

## Выборы

### Демократическая партия
Демократический национальный съезд проходил в Филадельфии с 12 по 14 июля. Республиканцы взяли под свой контроль обе палаты Конгресса Соединенных Штатов и большинство постов губернаторов штатов во время промежуточных выборов 1946 года, и опросы общественного мнения показали, что Трумэн значительно отстает от республиканского кандидата Дьюи. Кроме того, некоторые либеральные демократы присоединились к новой Прогрессивной партии Генри Уоллеса, и партийные лидеры опасались, что Уоллес отберёт достаточно голосов от Трумэна, чтобы отдать большие штаты Северного и Среднего Запада республиканцам. Консерваторы доминировали в партии на Юге, и они были возмущены растущим влиянием профсоюзов и негров в партии за пределами Юга. Надежда на то, что Трумэн изменит курс, угасла к 1947 году, когда он наложил вето на закон Тафта-Хартли, который помог бы контролировать власть профсоюзов. Назначение Трумэном либеральной комиссии по гражданским правам убедило южных консерваторов в том, что для восстановления своего голоса им необходимо угрожать отделением от партии, чтобы победить Трумэна в 1948 году. Трумэн осознавал свою непопулярность. В июле 1947 года он в частном порядке предложил стать кандидатом в вице- президенты Эйзенхауэра, если Макартур будет выдвинут республиканцами, но Эйзенхауэр отклонил это предложение.
В результате низкого рейтинга Трумэна в опросах несколько боссов Демократической партии начали работать над тем, чтобы «сбросить» Трумэна и выдвинуть более популярного кандидата. Среди лидеров этого движения были Джейкоб Арви, глава могущественной Демократической организации округа Кук (Чикаго); Фрэнк Хейг, босс Нью-Джерси; Джеймс Рузвельт, старший сын бывшего президента Франклина Д. Рузвельта; и либеральный сенатор Клод Пеппер от Флориды. Повстанцы надеялись выдвинуть Эйзенхауэра кандидатом в президенты от Демократической партии. 10 июля Эйзенхауэр официально отказался быть кандидатом. Затем была попытка выдвинуть судью Верховного суда Уильяма О. Дугласа, но Дуглас также заявил, что не будет кандидатом в президенты. Наконец, сенатор Пеппер заявил о своем намерении бросить вызов Трумэну в борьбе за выдвижение в президенты. Его кандидатура потерпела крах, когда либеральные группы «Американцы за демократические действия» и «Конгресс производственных профсоюзов США» отказались от своей поддержки, отчасти из-за опасений по поводу нападок Пеппера на внешнеполитические решения Трумэна в отношении Советского Союза. В результате отказа большинства делегатов поддержать его, Пеппер 16 июля снял свою кандидатуру. Не имея приемлемой для всех сторон кандидатуры, лидеры движения неохотно согласились поддержать Трумэна.
На съезде Демократической партии Трумэн первоначально предложил вставить планку гражданских прав негров в партийную платформу, которая смягчяла решительную активную поддержку гражданских прав, которую он выразил на съезде NAACP в 1947 году и Конгрессу в феврале 1948 года. Это предложение разочаровало северных и западных либералов. которые хотели более быстрых и радикальных реформ в области гражданских прав, но это также не смогло успокоить южных консерваторов, и обе стороны решили представить свои собственные поправки и предложения. Бывший губернатор Техаса Дэн Муди предложил план, поддерживающий статус-кво прав штатов; аналогичное, но более короткое предложение было сделано Сесилом Симсом из делегации Теннесси. С либеральной стороны представитель Висконсина Эндрю Бимиллер предложил сильную планку гражданских прав, которая была более четкой и прямой по языку, чем предложение Трумэна на съезде. Мэр Миннеаполиса Хьюберт Хамфри возглавил поддержку планки Бимиллера. В своей речи на съезде Хамфри примечательно заявил, что «пришло время для Демократической партии выйти из тени прав штатов и прямо выйти на яркий свет прав человека!»
Трумэн и его сотрудники знали, что весьма вероятно, что любая поддержка гражданских прав приведет к тому, что делегаты Юга покинут съезд в знак протеста, но Трумэн считал, что гражданские права важны с нравственной точки зрения, и в конечном итоге отказался от попыток своих советников «смягчить подход» умеренной планкой; таким образом, президент поддержал планку Бимиллера, которая прошла с 651,5 голосами против 582,5. Он также получил сильную поддержку со стороны многих партийных боссов больших городов, большинство из которых считали, что платформа гражданских прав побудит растущее чернокожее население в их городах голосовать за демократов. Принятие платформы за гражданские права заставило около трех десятков южных делегатов во главе с губернатором Южной Каролины Стромом Термондом покинуть съезд. Южные делегаты, которые остались, выдвинули сенатора Ричарда Рассела-младшего от Джорджии от Демократической партии в качестве упрека Трумэну. Тем не менее, 947 делегатов от Демократической партии проголосовали за Трумэна как кандидата от Демократической партии, в то время как Рассел получил только 266 голосов, все с Юга. Кандидатом в вице-президенты Трумэн предпочёл судью Верховного суда Уильяма Дугласа, надеясь, что это сделает кандидатуру более привлекательной для либералов. Дуглас отказался от выдвижения. Нуждаясь в альтернативе, Трумэн затем выбрал сенатора Олбена Баркли от Кентукки, который выступил с программной речью на съезде.
Трумэн выступил с воинственной приветственной речью, заявив, что «сенатор Баркли и я выиграем эти выборы и заставим республиканцев одобрить это — не забывайте об этом! … Мы сделаем это, потому что они ошибаются, а мы правы». Он утверждал, что Республиканская партия «с самого начала… находилась под контролем особых привилегий; и они полностью доказали это в Конгрессе 80-го созыва». В конце речи «делегаты поднялись на ноги и в течение двух минут громко аплодировали … на мгновение Трумэн создал иллюзию — мало кто считал это чем-то большим, чем иллюзия, — что у демократов есть шанс на победу в ноябре».

### Республиканская партия
И республиканцы, и демократы пытались выдвинуть генерала Дуайта Эйзенхауэра, самого популярного генерала Второй мировой войны и фаворита опросов. Однако, в отличие от движения внутри Демократической партии, республиканское движение возникло в основном из низов в партии. К 23 января 1948 года массовое движение успешно внесло имя Эйзенхауэра в каждый штат, где проходили республиканские президентские праймериз, и опросы давали ему значительное преимущество над всеми другими претендентами. С приближением первых государственных праймериз Эйзенхауэр был вынужден принять быстрое решение. Заявив, что солдаты не должны вмешиваться в политику, Эйзенхауэр отказался баллотироваться и потребовал, чтобы массовое движение прекратило свою деятельность. После ряда неудачных попыток заставить Эйзенхауэра пересмотреть свое решение организация распалась. Большинство его руководителей поддержало бывшего губернатора Миннесоты Гарольда Стассена Поскольку Эйзенхауэр отказался баллотироваться, борьба за выдвижение от республиканцев велась между Стассеном, губернатором Нью-Йорка Томасом Дьюи, сенатором Робертом Тафтом от Огайо, губернатором Калифорнии Эрлом Уорреном, генералом Дугласом Макартуром и сенатором Артуром Ванденбергом от Мичигана, старшим республиканцем в сенате. Дьюи, который был кандидатом от республиканцев в 1944 году, считался лидером, когда начались праймериз. Дьюи был признанным лидером «Восточного истеблишмента» Республиканской партии. В 1946 году он был переизбран губернатором Нью-Йорка с самым большим отрывом в истории штата. Недостатком Дьюи было то, что многие республиканцы не любили его на личном уровне; он часто казался наблюдателям холодным, жестким и расчетливым. Тафт был лидером консервативного крыла Республиканской партии, которое было самым сильным на Среднем Западе и в некоторых частях Юга. Тафт призвал отменить многие программы социального обеспечения Нового курса, которые, по его мнению, наносили ущерб интересам бизнеса, и скептически относился к участию Америки в иностранных союзах, таких как Организация Объединённых Наций. У Тафта было две основные слабости: он вёл кампанию медлительно и скучно, и большинство партийных лидеров считали его слишком консервативным и спорным человеком, чтобы победить на президентских выборах.
И Ванденберг, и Уоррен были очень популярны в своих штатах, но каждый отказался участвовать в праймериз, что ограничивало их шансы на победу в номинации. Их сторонники, однако, надеялись, что в случае ничьей между Тафтом, Дьюи и Стассеном съезд обратится к их человеку как к компромиссному кандидату. Генерал Макартур, известный герой войны, был особенно популярен среди консерваторов. Поскольку он служил в Японии в качестве Верховного главнокомандующего союзными державами, оккупировавшими эту страну, он не мог вести кампанию за выдвижение кандидатуры. Однако он дал понять, что примет номинацию от Республиканской партии, если она будет ему предложена, и некоторые консервативные республиканцы надеялись, что, выиграв праймериз, он сможет доказать свою популярность среди избирателей. Они решили ввести его имя на первичных выборах в Висконсине.
«Неожиданным» кандидатом 1948 года стал Стассен, либерал из Миннесоты. В 1938 году Стассен был избран губернатором штата Миннесота в возрасте 31 года; он ушел с поста губернатора в 1943 году, чтобы служить в военно-морском флоте. В 1945 году он работал в комитете, создавшем ООН. Стассен считался самым либеральным из кандидатов от республиканцев, однако во время праймериз его критиковали за расплывчатость по многим вопросам. Стассен ошеломил Дьюи и Макартура на праймериз в Висконсине; его неожиданная победа практически устранила генерала Макартура, сторонники которого приложили большие усилия в его пользу. Стассен снова победил Дьюи на праймериз в Небраске, что сделало его новым лидером. Затем он совершил стратегическую ошибку, попытавшись победить Тафта в Огайо, родном штате Тафта. Стассен считал, что если он сможет победить Тафта в его родном штате, Тафт будет вынужден выйти из гонки, и большинство делегатов Тафта поддержат его вместо Дьюи. Тафт победил Стассена в своем родном Огайо, и Стассен вызвал враждебность консерваторов партии. Несмотря на это, Стассен по-прежнему побеждал Дьюи в опросах на предстоящих праймериз в Орегоне. Однако Дьюи понял, что проигрыш еще одного праймериз лишит его шансов на выдвижение кандидатуры, и решил приложить все усилия в Орегоне.
В апреле 1948 года Дьюи послал Пола Локвуда, одного из своих главных помощников, создать сильную низовую организацию в штате. Работая на 150 000 долларов, присланных влиятельной нью-йоркской политической организацией Дьюи (в три раза больше предыдущего рекорда, потраченного на праймериз в Орегоне), Локвуд заплатил за «126 рекламных щитов, сотни шестидесятисекундных радиороликов на каждой станции в штате и получасовые передачи каждый полдень… Ежедневная газета Portland Oregonian публиковала пять рекламных объявлений Дьюи в день». Дьюи также активно проводил кампанию в Орегоне, проведя в штате три недели. Он "вторгся в каждую деревню, какой бы изолированной она ни была, разговаривая на перекрестках в сельской местности и пожимая руки в киосках с гамбургерами. Один журналист заметил, что Дьюи был величайшим исследователем Орегона со времен Льюиса и Кларка.
Дьюи также согласился провести дебаты со Стассеном в Орегоне на национальном радио. 17 мая 1948 года состоялись первые в истории радиодебаты между кандидатами в президенты. Единственный вопрос дебатов касался того, следует ли запретить Коммунистическую партию США. Стассен, несмотря на свою либеральную репутацию, выступал за то, чтобы запретить партию, заявив, что, по его убеждению, сеть коммунистических шпионов, управляемая Советским Союзом, «внутри США требовала немедленного и карательного ответа … Почему Дьюи выступил против такого запрета? Стассен хотел знать.» «Мы не должны баловать коммунизм законностью», — настаивал Стассен. Дьюи, критикуя коммунистический тоталитаризм и действия Советского Союза в годы холодной войны, по-прежнему решительно выступал против запрета Коммунистической партии: «В этой идее объявления вне закона нет ничего нового… на протяжении тысячелетий деспоты пытали, заключали в тюрьмы, убивали и ссылали своих противников, и их правительства всегда падали в пыль». Дьюи закончил свою очередь в дебатах, заявив, что «я неизменно, искренне и непоколебимо против любой схемы написания законов, объявляющих людей вне закона из-за их религиозных, политических, социальных или экономических взглядов. Я против этого, потому что это нарушение Конституция Соединенных Штатов и Билль о правах … Я против этого, потому что я знаю из многолетнего опыта работы в правоохранительных органах, что это предложение не сработает. Раздетое до самого начала … это ничто. но метод Гитлера и Сталина. Это контроль мыслей… попытка подавить идеи дубинкой. Это отказ от всего, во что мы верим». Опросы показали, что от 40 до 80 миллионов человек по всей стране слушали дебаты, и большинство наблюдателей оценили Дьюи как победителя. Через четыре дня после дебатов Дьюи победил Стассена на предварительных выборах в Орегоне. С этого момента у губернатора Нью-Йорка появился импульс, необходимый для того, чтобы быть повторно выдвинутым от своей партии.
Республиканский национальный съезд 1948 года проходил в Филадельфии с 21 по 25 июня. Это был первый президентский съезд, который транслировался по национальному телевидению. В то время в США на полную мощность работало 27 телевизионных станций и около 350 000 телевизоров по всей стране. Когда съезд открылся, считалось, что Дьюи лидирует в подсчете делегатов. Руководители его предвыборной кампании, такие как Герберт Браунелл-младший, Эдвин Джекл и Дж. Рассел Спрэг, были «самой искусной группой операторов, когда-либо манипулировавших конвенцией…» на съезде было сказано, что силы Дьюи «могли победить даже с Тафтом» в качестве своего кандидата". Его главному противнику, сенатору Тафту, мешала неэффективная команда предвыборной кампании, которую один писатель назвал «неуклюжей», а другой историк отметил, что руководитель предвыборной кампании Тафта, конгрессмен из Огайо Кларенс Дж. Браун, «казался несопоставимым с Гербертом Браунеллом… Силы Дьюи были заняты тем, что льстили делегатам и намекали на обещания покровительства, Браун все еще беспокоился о таких приземленных вещах, как гостиничные номера и места на галерее для своих друзей».
Тафт и Стассен, главные противники Дьюи, встретились в гостиничном номере Тафта, чтобы спланировать движение «остановить Дьюи». Однако вскоре возникло ключевое препятствие, поскольку оба человека отказались объединиться вокруг единого кандидата, чтобы противостоять Дьюи: «Суть их тупика была проста. Ни Стассен, ни Тафт не ненавидели Дьюи настолько, чтобы уйти [в пользу другого], и ни один из них не думал, что сможет заставить своих делегатов последовать за ним, если он это сделает». Вместо этого и Тафт, и Стассен вместе с сенатором Ванденбергом просто согласились попытаться удержать своих делегатов в надежде помешать Дьюи получить большинство. Это оказалось бесполезным, поскольку эффективная команда кампании Дьюи методично собирала оставшихся делегатов, необходимых для победы в номинации. Стассен попытался связаться с генералом Эйзенхауэром, чтобы попросить его пересмотреть вопрос о том, чтобы стать кандидатом, но с Эйзенхауэром «не удалось связаться. После второго тура голосования Дьюи не хватило всего 33 голосов. Затем Тафт позвонил Стассену и призвал его отказаться от участия в гонке и одобрить его как главного противника Дьюи. Когда Стассен отказался, Тафт написал заявление об уступке и зачитал его съезду в начале третьего голосования; в этот момент другие кандидаты также выбыли, и Дьюи был номинирован единогласно путем одобрения.
Команда предвыборной кампании Дьюи первоначально хотела, чтобы губернатор Иллинойса Дуайт Грин был его напарником, но оппозиция полковника Роберта Маккормика, могущественного издателя Chicago Tribune, лишила его шансов. По словам журналиста Жюля Абельса, менеджеры Дьюи Браунелл, Спраг и Джекл предложили кандидатуру вице-президента влиятельному конгрессмену из Индианы Чарльзу Халлеку в обмен на то, что Халлек доставит всю делегацию Индианы к Дьюи. Халлек так и сделал, но Дьюи, который не присутствовал на встрече между его менеджерами и Халлеком, решил отклонить его кандидатуру, сказав своим помощникам: „Халлек не подойдет“. После того, как Дьюи сообщил Халлеку о своем решении, Халлек „сначала потерял дар речи от недоверия, а затем переполнился эмоциями“. Он сказал Дьюи, что „у вас заканчивается Восьмидесятый Конгресс, и вы пожалеете!“ Абельс писал, что решение Дьюи отказать Халлеку в заявке на пост вице-президента „могло быть судьбоносным… Халлек с его сильной личностью мог изменить тон кампании Дьюи, и, конечно, вопрос об Восьмидесятом Конгрессе, контролируемом Республиканской партией, должен был быть встречен лицом к лицу“.» Вместо этого в вице-президенты был выдвинут популярный губернатор Калифорнии Эрл Уоррен. После съезда большинство политических экспертов в средствах массовой информации оценили республиканцев как почти несомненных победителей над демократами.
Платформа партии, официально принятая на съезде, включала следующие пункты:
- Сокращение государственного долга
- Снижение налога на наследство
- Трудовая реформа
- Содействие малому бизнесу за счет сокращения государственного вмешательства и регулирования.
- Ликвидация ненужных федеральных бюро и дублирования функций необходимых государственных органов.
- Федеральная помощь штатам на расчистку трущоб и недорогое жилье
- Продление пособий по социальному обеспечению
- Федеральный закон против линчевания
- Федеральное законодательство о гражданских правах негров. Делегат от Техаса Орвилл Буллингтон возглавил успешную акцию протеста, требуя представительства южан в панели платформы, рассматривающей предложения о гражданских правах негров.
- Отмена подушной подати
- Борьба с внутреннего коммунизмом
- Признание государства Израиль
- Международный контроль над вооружениями «на основе надежных дисциплин против недобросовестности».
- Приём Аляски, Гавайев и Пуэрто-Рико в качестве штатов в союз.

### Другие партии
Новосозданная Прогрессивная партия выдвинула бывшего вице-президента Генри Уоллеса. Партия выступала против внешней политики Трумэна, включая план Маршалла и доктрину Трумэна, а также за усиление регулирования экономики, прекращение дискриминации негров и женщин, минимальную зарплату и упраздение Комиссии по расследованию антиамериканской деятельности. В вице-президенты был выдвинут Глен Тейлор, сенатор из Айдахо.
Было широко распространено мнение, что они тайно контролируются коммунистами, более лояльными Советскому Союзу, чем Соединенным Штатам. Сам Уоллес отрицал, что он коммунист, но он неоднократно отказывался отречься от их поддержки, и в какой-то момент его процитировали, сказав, что «коммунисты ближе всего к раннехристианским мученикам». влиятельный профсоюз автомобильных рабочих решительно выступил против кандидатуры Уоллеса, заявив, что «на него оказывают влияние люди, не симпатизирующие демократии в Америке». Филип Мюррей, президент Конгресса промышленных организаций (CIO), заявил в апреле 1948 г. что «Коммунистическая партия несет прямую ответственность за создание третьей партии [Прогрессивной партии] в Соединенных Штатах».
Уоллес также был задет, когда Уэстбрук Пеглер, видный обозреватель консервативной газеты, сообщил, что Уоллес в качестве вице-президента писал зашифрованные письма, в которых обсуждались известные политики, такие как Франклин Рузвельт и Уинстон Черчилль, своему неоднозначному духовному гуру русского нью-эйджа Николаю Рериху; письма получили прозвище «письма гуру». Это разоблачение, включая прямые цитаты из писем, вызвало множество насмешек над Уоллесом в национальной прессе. Съезд Прогрессивной партии, который также проходил в Филадельфии, был очень спорным делом; несколько известных газетных журналистов, таких как Г. Л. Менкен и Дороти Томпсон, публично обвинили прогрессистов в том, что они тайно контролируются коммунистами. Платформу партии разработал Ли Прессман, секретарь съезда; позже он признал, что был членом коммунистической партии. Джон Абт был юрисконсультом постоянного председателя съезда Альберта Фицджеральда; он также свидетельствовал годы спустя, что он был коммунистом. Кандидат в вице-президенты Тейлор заявил: «Нацисты управляют США. Так почему Россия должна мириться с ними. Если бы я был россиянином… я бы ни на что не соглашался… мы агрессивно готовимся к войне». Рексфорд Тагвелл, председатель партийного комитета по платформе, Он пришел к убеждению, что партией манипулируют коммунисты, и был «настолько расстроен коммунистическим проникновением в партию, что обсуждал… со своей женой выход [из партии] за ночь до начала съезда». Позже Тагвелл отмежевался от Прогрессивной партии и не участвовал в осенней кампании Уоллеса. Ряд других делегатов и сторонников Прогрессивной партии вышли из партии в знак протеста против того, что они считали неправомерным влиянием, которое коммунисты оказывали на Уоллеса, включая известного американского социалиста Нормана Томаса. Осенью Томас баллотировался в качестве кандидата в президенты от Социалистической партии, чтобы предложить некоммунистическую альтернативу Уоллесу.
Южные демократы, которые покинули национального съезда Демократической партии в знак протеста против внесения в платформу прав негров, сразу же собрались в муниципальной аудитории в Бирмингеме, штат Алабама 17 июля года и сформировали еще одну политическую партию, которую они назвали Демократической партией прав штатов. Основной целью партии, более известной как «диксикраты», было продолжение политики расовой сегрегации на Юге и поддерживающих ее законов Джима Кроу. Губернатор Южной Каролины Стром Тёрмонд, возглавивший выход, стал кандидатом в президенты от партии после того, как первоначальный фаворит съезда, губернатор Арканзаса Бенджамин Лэйни, снял свое имя с рассмотрения. Губернатор Миссисипи Филдинг Райт был назначен вице-президентом. У диксикратов не было шансов выиграть выборы самим, поскольку они не смогли попасть в бюллетени для голосования в достаточном количестве штатов, чтобы получить необходимое количество голосов выборщиков. Их стратегия заключалась в том, чтобы отобрать у Трумэна достаточно южных штатов, чтобы провести выборы в Палату представителей Соединенных Штатов в соответствии с положениями Двенадцатой поправки, где они могли затем добиться уступок от Трумэна или Дьюи по расовым вопросам в обмен на их поддержку. Даже если бы Дьюи получил большинство, диксикраты надеялись, что они покажут, что Демократическая партия нуждается в поддержке Юга, чтобы выиграть национальные выборы, и что этот факт ослабит движение за гражданские права среди северных и западных демократов. Однако диксикраты были ослаблены, когда большинство лидеров южных демократов (такие как губернатор Джорджии Герман Талмадж и «босс» Э. Х. Крамп из Теннесси) отказались поддерживать партию.

### Кампания
Учитывая падающую популярность Трумэна и, казалось бы, фатальный трехсторонний раскол в Демократической партии, Дьюи казался непобедимым до такой степени, что ведущие республиканцы считали, что все, что их кандидату нужно сделать, чтобы победить, — это избежать серьезных ошибок. Следуя этому совету, Дьюи старательно избегал риска и говорил банальностями, избегая спорных вопросов, и оставался расплывчатым в отношении того, что он планирует делать на посту президента, причем речь за речью были беспартийными, а также наполненными оптимистичными утверждениями или пустыми утверждениями об очевидном, включая знаменитую цитату: «Вы знаете, что ваше будущее еще впереди». Редакционная статья в Louisville Courier-Journal подытожила это: «Ни один кандидат в президенты в будущем не будет настолько неумелым, чтобы четыре его главные речи можно было свести к этим историческим четырем предложениям: Сельское хозяйство важно. Наши реки полны рыбы. Нельзя иметь свободу без вольности. Наше будущее впереди.»
Другой автор отмечал, что «одним из основных вопросов, который Дьюи изложил в своей кампании, было единство… но [он] переоценил вопрос, который не имел интуитивной привлекательности для среднего американца. Трудно было понять, к чему клонит Дьюи. Иногда казалось, что он просит американцев достичь единства, объединившись вокруг него». С другой стороны, стратег кампании Трумэна Кларк Клиффорд сказал, что кампания Трумэна была «направлена на четыре различные группы интересов — рабочих, фермеров, негров и потребителей. Каждый шаг был направлен на эти четыре заинтересованные группы». Поскольку он отставал в опросах, Трумэн решил вести бескомпромиссную кампанию. Он высмеивал Дьюи по имени, критиковал отказ Дьюи решать конкретные вопросы и презрительно нацеливался на контролируемый республиканцами 80-й Конгресс волной безжалостных и яростных партизанских нападок. Трумэн заявил, что «коммунисты надеются на победу Республиканской партии, потому что знают, что это приведет к еще одной Великой депрессии». В нескольких выступлениях Трумэн заявил, что республиканцы были «князьями привилегий» и «кровопийцами с офисами на Уолл-стрит». Он сказал одной аудитории, что «республиканцы начали прибивать американского потребителя к стене шипами жадности». На Национальном конкурсе по пахоте в Декстере, штат Айова, Трумэн сказал 80 000 присутствовавшим фермерам, что «этот республиканский Конгресс уже воткнул вилы в спину фермера» под восторженные аплодисменты.
Трумэн назвал контролируемый республиканцами Конгресс «худшим», «ничего не делающим Конгрессом», замечание, которое вызвало резкую критику со стороны республиканских лидеров Конгресса (таких как Тафт), но без комментариев со стороны Дьюи. На самом деле, Дьюи редко упоминал имя Трумэна во время предвыборной кампании, что вписывалось в его стратегию, которая заключалась в том, чтобы казаться выше мелкой партийной политики. Под руководством Дьюи республиканцы приняли на своем съезде в 1948 году платформу, которая призывала к расширению социального обеспечения, увеличению финансирования государственного жилья, законодательства о гражданских правах и содействию здравоохранению и образованию со стороны федерального правительства. Эти позиции были неприемлемы для консервативного республиканского руководства Конгресса; Трумэн воспользовался этим расколом в оппозиционной партии, созвав внеочередную сессию Конгресса в «День репы» (ссылаясь на старую часть миссурийского фольклора о посадке репы в конце июля) и бросив вызов республиканскому руководству Конгресса принять свою собственную платформу. Конгресс 80-го созыва сыграл на руку Трумэну, приняв за это время очень мало существенного законодательства. Трумэн просто проигнорировал тот факт, что политика Дьюи была значительно более либеральной, чем у большинства его коллег-республиканцев, и вместо этого сосредоточил свои атаки против того, что он охарактеризовал как консервативные, обструкционистские тенденции непопулярного 80-го Конгресса. Трумэн объездил большую часть страны со своей пламенной риторикой, играя перед большими, восторженными толпами. «Устрой им ад, Гарри» — популярный лозунг, который выкрикивали на остановках во время тура. Опросы общественного мнения и эксперты считали, что лидерство Дьюи было непреодолимым, а усилия Трумэна были напрасны. Даже собственная жена Трумэна, Бесс, втайне сомневалась в том, что ее муж сможет победить; Единственным человеком, который, по-видимому, не считал кампанию Трумэна беезнадёжной, был сам президент, который уверенно предсказывал победу любому, кто его слушал. Ближе к концу избирательной кампании Трумэн в частном порядке написал прогноз голосования выборщиков от штата к штату и передал его своему помощнику Джорджу Элси. Трумэн полагал, что он выиграет выборы, набрав 340 голосов выборщиков, 108 у Дьюи, 42 у Тёрмонда и 37 голосов сомневающихся (он случайно пропустил четыре голоса выборщиков).
В последние недели предвыборной кампании американские кинотеатры согласились показать два короткометражных фильма, похожих на кинохронику, в поддержку двух кандидатов от основных партий: оба были созданы соответствующей предвыборной организацией. Фильм Дьюи, профессионально снятый с внушительным бюджетом, отличался очень высокими производственными показателями, но каким-то образом укрепил образ губернатора Нью-Йорка как осторожного и отстраненного. С другой стороны, фильм о Трумэне, наспех смонтированный практически без бюджета вечно испытывающей нехватку денег кампанией Трумэна, в значительной степени опирался на кадры в общественном достоянии и кинохроники, на которых президент принимает участие в крупных мировых событиях и подписывает важные законы. Возможно, непреднамеренно, фильм о Трумэне визуально укрепил его образ вовлеченного и решительного человека. Годы спустя историк Дэвид Маккалоу назвал дорогой, но тусклый фильм Дьюи и гораздо более дешевый, но более эффективный фильм Трумэна важными факторами в определении предпочтений неопределившихся избирателей. Когда кампания подходила к концу, опросы показывали, что Трумэн набирает обороты: хотя Трумэн проиграл все девять опросов Gallup Poll после съезда, отрыв Дьюи от Гэллапа упал с 17 пунктов в конце сентября до девяти пунктов в середине октября и всего пяти пунктов к концу месяца, чуть выше погрешности опроса. Несмотря на то, что Трумэн набирал обороты, большинство политических аналитиков не хотели порывать с общепринятым мнением и говорить, что победа Трумэна была серьезной возможностью. После 1948 года социологи постоянно проверяли избирателей в день выборов.
9 сентября, почти за два месяца до дня выборов, социолог Элмо Ропер объявил: «Томас Дьюи почти избран. […] Я не могу придумать ничего более скучного или интеллектуально бесплодного, чем вести себя как спортивный комментатор, который чувствует, что должен притворяться, что он является свидетелем гонки ноздря в ноздрю». Роупер прекратил опрос избирателей до последней недели перед выборами, когда он провел еще один опрос. Он показал «небольшой сдвиг в сторону Трумэна; Тем не менее, это все еще давало Дьюи большое преимущество, поэтому он решил не подстраховываться». Один опрос, показывающий сильную поддержку Трумэна в сельской местности Среднего Запада, был спонсирован компанией Staley Milling Company, которая "опросила фермеров, предоставив им выбор осла или слона на мешках с кормом для кур. Когда результаты среди 20 000 фермеров показали, что 54 процента против 46 процентов за осла, голосование было прекращено.
Когда Дьюи, заметив, что его толпы сокращаются, задумался о том, чтобы занять более агрессивную позицию, Герберт Броунелл связался с 90 членами комитетов и комитетами Республиканской партии во всех 48 штатах. За одним исключением, они «призывали [Дьюи] продвигаться вперед по большой дороге», по которой шла его кампания, и продолжать игнорировать нападки Трумэна. Единственным исключением был член комитета Канзаса Гарри Дарби, который предупредил Дьюи и его менеджеров, «что фермеры находятся в мятежном настроении», и рекомендовал Дьюи занять более жесткую и агрессивную позицию. Однако, учитывая, что все опросы по-прежнему показывали, что Дьюи лидирует, и ни один другой член комитета не поддержал Дарби, его совет был отвергнут.
В последние дни предвыборной кампании многие газеты, журналы и политические эксперты были настолько уверены в предстоящей победе Дьюи, что писали статьи, которые должны были быть напечатаны на следующее утро после выборов, рассуждая о президентстве Дьюи: журнал «Life» напечатал большую фотографию в своем последнем выпуске перед выборами, озаглавленную «Наш следующий президент едет на пароме через залив Сан-Франциско». На ней изображены Дьюи и его сотрудники, проезжающие через городскую гавань. Newsweek опросил пятьдесят экспертов, и все пятьдесят предсказывали победу Дьюи. Несколько известных и влиятельных газетных обозревателей, таких как Дрю Пирсон и Джозеф Олсоп, писали колонки, которые должны были быть напечатаны на следующее утро после выборов, рассуждая о возможных назначениях в кабинет Дьюи; За день до выборов Пирсон написал, что победа Трумэна «невозможна», а в его колонке, напечатанной на следующий день после выборов, говорилось, что Пирсон «опросил тесно сплоченную группу вокруг Тома Дьюи, который займет Белый дом через 86 дней».
Уолтер Уинчелл сообщил, что шансы на победу Трумэна были 15 к 1. Более 500 газет, составляющие более 78 % от общего тиража страны, поддержали Дьюи. Трумэн получил 182 одобрения, что составляет всего 10 % читательской аудитории американских газет, его превзошел Тёрмонд, который получил оставшиеся 12 % от многих южных газет. Алистер Кук, выдающийся автор британской газеты Manchester Guardian, опубликовал в день выборов статью под названием «Гарри С. Трумэн: исследование неудачи». Для своего телевизионного освещения NBC News построил большую картонную модель Белого дома, содержащую двух слонов, которые выскочат, когда NBC объявит о победе Дьюи; Поскольку поражение Трумэна считалось неизбежным, ослов в модель не было поставлено.
Когда Трумэн направлялся в свой родной город Индепенденс, чтобы дождаться результатов выборов, некоторые из его ближайшего окружения уже согласились на другую работу, и ни один репортер, ехавший в его предвыборном поезде, не думал, что он победит, в то время как ряд видных республиканцев, ожидавших президентства Дьюи, уже купили дома в Вашингтоне.

### Результаты
| Кандидат          | Партия                                             | Избиратели | Избиратели | Выборщики |
| Кандидат          | Партия                                             | Количество | %          | Выборщики |
| ----------------- | -------------------------------------------------- | ---------- | ---------- | --------- |
| Гарри Трумэн      | Демократическая партия                             | 24 179 347 | 49,6       | 303       |
| Томас Эдмунд Дьюи | Республиканская партия                             | 21 991 292 | 45,1       | 189       |
| Стром Тэрмонд     | Диксикраты                                         | 1 175 930  | 2,4        | 39        |
| Генри Уоллес      | Прогрессивная партия /Американская трудовая партия | 1 157 328  | 2,4        | 0         |
| Норман Томас      | Социалистическая партия                            | 139 569    | 0,3        | 0         |
| Клод Уотсон       | Партия запрета                                     | 103 708    | 0,2        | 0         |
| другие            | -                                                  | 46 361     | 0,1        | 0         |
| Всего             | Всего                                              | 48 793 535 | 100        | 531       |

В ночь выборов Дьюи, его семья и сотрудники предвыборного штаба уверенно собрались в отеле «Рузвельт» в Нью-Йорке, чтобы дождаться результатов выборов. Трумэн с помощью Секретной службы ускользнул от репортеров, освещавших его деятельность в Канзас-Сити, и поехал в соседний Эксельсиор-Спрингс, штат Миссури. Там он снял номер в историческом отеле «Эльмс», поужинал, принял турецкую баню и пошел спать. По мере поступления голосов Трумэн сразу же вырвался вперед и никогда не оказывался позади Дьюи. Ведущие радиокомментаторы, такие как Х. В. Кальтенборн из NBC, все еще уверенно предсказывали, что, как только придут «поздние отчеты», Дьюи преодолеет преимущество Трумэна и победит. В полночь Трумэн проснулся и включил радио в своей комнате; он услышал, как Кальтенборн объявил, что, хотя Трумэн все еще лидирует в голосовании избирателей, он не сможет победить. В 4 часа утра Трумэн снова проснулся и услышал по радио, что его преимущество по всенародному голосованию теперь составляет почти два миллиона голосов и что он значительно опережает по голосам выборщиков. Он приказал охранявшим его агентам Секретной службы отвезти его обратно в Канзас-Сити, «потому что, похоже, нас ждет еще четыре года». Всю оставшуюся жизнь Трумэн радостно имитировал отрывистый голос Кальтенборна, предсказывающего его поражение в ту ночь выборов. Тем временем Дьюи понял, что у него проблемы, когда ранние результаты выборов из Новой Англии и Нью-Йорка показали, что он значительно отстает от ожидаемого общего количества голосов. Он не спал до конца ночи и до раннего утра, анализируя поступающие голоса, и к 10:30 утра убедился, что проиграл; в 11:14 он отправил Трумэну любезную телеграмму с признанием поражения.
Прореспубликанская газета Chicago Daily Tribune была настолько уверена в победе Дьюи, что во вторник днем, еще до закрытия избирательных участков, напечатала «ДЬЮИ ПОБЕЖДАЕТ ТРУМЭНА» в качестве заголовка на следующий день. Одной из причин, по которой победа Трумэна стала таким шоком, были неисправленные недостатки в развивающемся искусстве опросов общественного мнения. По словам историка Уильяма Манчестера, «многие профессиональные социологи […] верили в то, что некоторые стали называть законом Фарли». , подавляющее большинство избирателей решало, какого кандидата поддержать во время политических съездов. Осенние кампании, по мнению Джеймса Фарли, менеджера кампании Рузвельта в 1932 и 1936 годах, были просто «неэффективными карнавалами», которые повлияли на немногих избирателей.[69] В 1948 году многие социологи, опираясь на закон Фарли, полагали, что выборы фактически завершились после съездов республиканцев и демократов, и они не придали значения влиянию предвыборной кампании Трумэна той осенью.
Манчестер отметил, что "в отчете Gallup от 24 сентября прогнозировалось, что Дьюи наберет 46,5 %, а Трумэн — 38 %. После выборов исследование Мичиганского университета показало, что «14% избирателей Трумэна, или 3 374 800, решили проголосовать за его в последние две недели кампании». Гэллап и Ропер также провели анализ голосов; они «узнали, что каждый седьмой избиратель (6 927 000) принял решение в последние две недели перед выборами. Из них 75 процентов выбрали Трумэна», что было больше, чем его перевес в победе над Дьюи. «Используя данные Мичигана или Гэллапа-Ропера, можно обнаружить, что около 3 300 000 участников предвыборной гонки определили исход гонки в ее последние дни — когда инстинкты Дьюи побуждали его принять стиль Трумэна и победить его в интенсивной борьбе, но он этого не сделал, потому что все эксперты сказали ему, что не следует этого делать».
Ключевыми штатами на выборах 1948 года были Огайо, Калифорния и Иллинойс. Трумэн выиграл каждый из этих штатов менее чем на 1 процентный пункт; они дали ему в общей сложности 78 голосов выборщиков. Если бы Дьюи победил во всех трех штатах (что потребовало бы смещения всего на 29 000 голосов), он бы выиграл выборы в Коллегии выборщиков, несмотря на то, что проиграл всенародное голосование на 2,13 миллиона голосов (или 4,36 %). Если бы Дьюи выиграл любые два из трех, ни один кандидат не набрал бы 266 голосов выборщиков, необходимых для избрания, и диксикраты преуспели бы в своей цели — провести выборы в Палату представителей.
Чрезвычайная близость голосов в этих трех штатах была основной причиной, по которой Дьюи ждал до позднего утра 3 ноября, чтобы признать свое поражение. Если не считать Огайо, Калифорнии и Иллинойса, Трумэн победил в Айдахо почти с таким же отрывом, а сам Дьюи ответил столь же небольшими победами в Нью-Йорке (крупнейший избирательный приз страны в то время), Мичигане, его родном штате, и Мэриленде. Но этого было слишком мало, чтобы дать ему возможность избрания. Дьюи всегда считал, что он проиграл выборы, потому что проиграл голосование в сельской местности на Среднем Западе, которое он выиграл в 1944 году.
Чистое общее количество голосов Трумэна в двенадцати крупнейших городах, которое составляло около 1 481 000, уменьшилось на 750 000 по сравнению с результатами Рузвельта на выборах 1944 года, которые составили около 2 230 000.
Журналист Сэмюэл Лубелл в своем опросе избирателей после выборов обнаружил, что Трумэн, а не Дьюи, казался более безопасным и консервативным кандидатом «новому среднему классу», сформировавшемуся за предыдущие 20 лет. Он писал, что «для значительной части электората демократы заменили республиканцев как партию процветания» во время и после войны. Лубелл процитировал человека, который, когда его спросили, почему он не проголосовал за республиканцев после переезда в пригород, ответил: «У меня хороший дом, новая машина, и мое положение намного лучше, чем у моих родителей. Я всю свою жизнь был демократом. Почему я должен измениться?» Обещание Дьюи провести «большую уборку» в Вашингтоне обеспокоило священника из Айовы, который хотел сохранить фермерские субсидии для прихожан; обеспокоенный последствиями очередной депрессии, он проголосовал за демократов впервые в истории своей церкви. Трумэн получил рекордное количество голосов католиков, превысив даже поддержку католиков Эла Смита в 1928 году, отчасти потому, что Уоллес отвлек левых от демократов.
Другой причиной неожиданного поражения Дьюи было его самодовольное, отстраненное отношение к предвыборной кампании и его неспособность ответить на нападки Трумэна. Журналист Жюль Абельс писал, что «выборы были сорваны не из-за безразличия или отсутствия усилий. Подготовка и еще большая подготовка всегда были отличительной чертой Дьюи и его команды на протяжении всей его карьеры… Правда в том, что кампания Дьюи была результатом не небрежности, но слишком осторожного и кропотливого расчета. Кампания Дьюи застыла в инерции не потому, что ее не продумали, а потому, что ее слишком продумали».
Среди других возможных факторов победы Трумэна — его агрессивный популистский стиль кампании; широкое общественное одобрение внешней политики Трумэна, особенно Берлинского воздушного моста того года; и широко распространенное недовольство учреждением, которое Трумэн назвал «бездельником и никчемным 80-м Республиканским Конгрессом». Кроме того, после относительно серьезной рецессии в 1946 и 1947 годах (когда реальный ВВП упал на 12 %, а инфляция превысила 15 %), экономика начала восстанавливаться в течение 1948 года. 1948 год был знаменательным годом для демократов, поскольку они не только сохранил пост президента, но и вернул себе обе палаты Конгресса. Это также была беспрецедентная пятая подряд президентская победа партии, продолжающая, таким образом, единственную серию побед Демократической партии из более чем двух президентских выборов со времен гражданской войны. С 1948 года была только одна серия из трех последовательных президентских побед какой-либо партии (в данном случае республиканцев).
Две крупнейшие третьи партии не навредили Трумэну так сильно, как ожидалось, поскольку диксикраты Тёрмонда победили только в четырёх южных штатах, меньше, чем прогнозировалось; и все они числили Тёрмонда официальным кандидатом от Демократической партии; Тёрмонд не приблизился к тому, чтобы победить ни один из других штатов, в которых он баллотировался: его лучший результат среди них — второе место с 20,3 % голосов в Джорджии. Диксикратам также не удалось привлечь достаточное количество избирателей Трумэна, чтобы отдать какой-либо из его штатов Дьюи, причем ближе всего они подошли в этом отношении к Виргинии, где преимущество в 25,0 %, полученное Рузвельтом в 1944 году, на этот раз сократилось до 6,9 %. Платформа прав негров помогла Трумэну получить значительное большинство среди них в густонаселенных штатах Северного и Среднего Запада и, возможно, имела решающее значение для Трумэна в таких штатах, как Иллинойс и Огайо. Прогрессисты Уоллеса получили только 2,4 % голосов избирателей в стране, что значительно ниже ожидаемого общего количества голосов и немного меньше, чем диксикраты, а Уоллес не получил у Трумэна столько либеральных голосов, сколько предсказывали многие политические эксперты. Некоторые аналитики, в том числе писатель Закари Карабелл, даже утверждали, что отдельные кандидатуры Уоллеса и Термонда были выгодны Трумэну, поскольку сняли пятна коммунизма и расизма с Демократической партии. Раскол Демократической партии, хотя и не смог победить Трумэна, все же сдержал демократов в нескольких близких штатах. Если бы голоса за Уоллеса и Термонда были в колонке демократов, Трумэн выиграл бы все штаты Тёрмонд (Луизиана, Миссисипи, Алабама и Южная Каролина), а сторонники Уоллеса обратили бы Мичиган, Мэриленд и Нью-Йорк в штаты Трумэна. Победа в этих штатах привела бы к тому, что Трумэн получил бы 416 голосов выборщиков по сравнению с 115 голосами выборщиков Дьюи. Это все равно было бы снижением голосов выборщиков-демократов с 1940 года, но в процентном отношении Трумэн получил бы 54,33 % голосов избирателей, что на 0,94 % больше, чем после последней победы Рузвельта.
Это были последние выборы до 1996 года, на которых демократы выиграли Аризону, и последние до 1964 года, на которых они выиграли Калифорнию, Колорадо, Флориду, Айдахо, Айову, Монтану, Огайо, Оклахому, Теннесси, Юту, Вирджинию, Вашингтон, Висконсин и Вайоминг. Это были также последние выборы до 1964 года, на которых Южная Каролина не голосовала за официального кандидата от Демократической партии. 2,4 % Термонда — это самый низкий процент голосов избирателей для кандидата, набравшего все голоса выборщиков штата. Президентские выборы 1948 года контрастировали с другими выборами по всему миру в тот период, поскольку Трумэн был военным лидером, которому удалось победить на выборах (Черчилль и де Голль покинули свой пост вскоре после окончания войны). Это были первые выборы с 1836 года, на которых кандидат в президенты от Демократической партии выиграл президентский пост без Южной Каролины, и первые выборы, на которых демократ выиграл президентский пост без Луизианы, Алабамы и Миссисипи. Более того, это последний раз, когда кандидат в президенты от Демократической партии победил без Нью-Йорка, Пенсильвании, Мэриленда и Делавэра. Это также первый из двух случаев с 1916 года, когда Орегон и Вашингтон не поддержали одну и ту же партию (второй раз произошел в 1968 году).